# إليجاه غيتس
إليجاه غيتس (بالإنجليزية: Elijah Gates)‏ هو فلاح وضابط وسياسي أمريكي، ولد في 17 ديسمبر 1827 بمقاطعة غارارد في الولايات المتحدة، وتوفي في 4 مارس 1915 بسانت جوزيف في الولايات المتحدة. حزبياً، نشط في الحزب الديمقراطي.